# 日比谷パークフロント

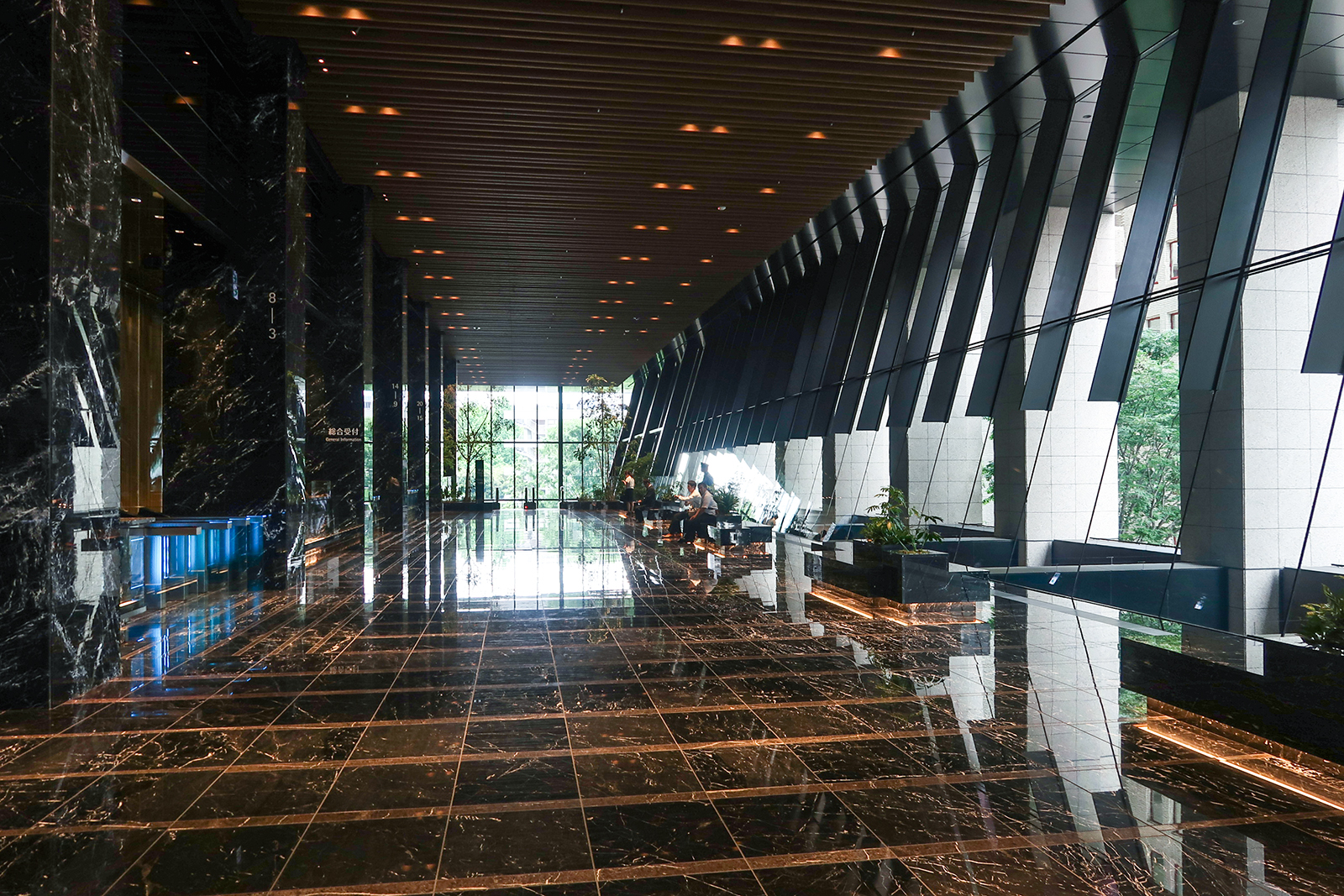
オフィスロビー

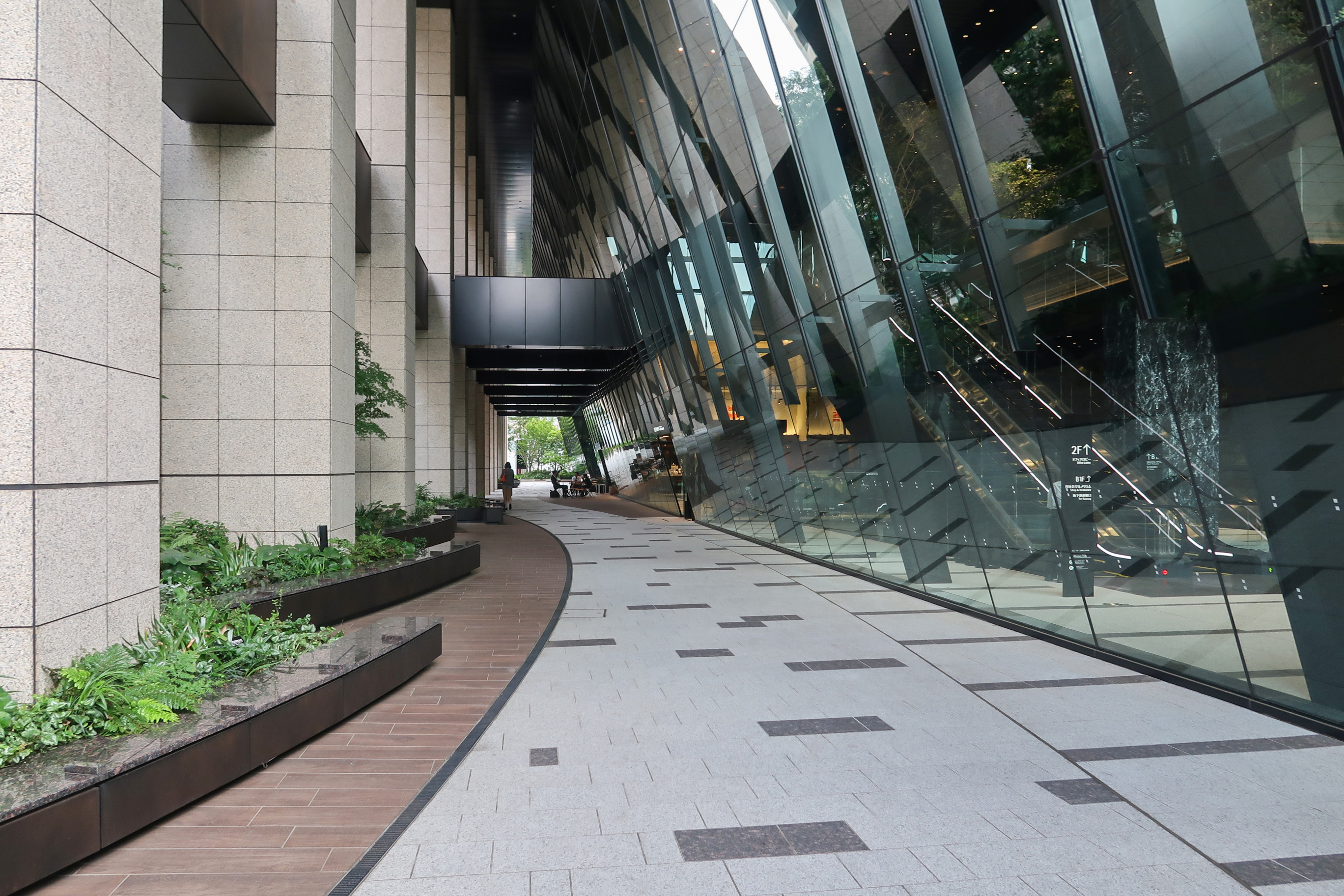
屋外空間

日比谷パークフロント（ひびやパークフロント）は、東京都千代田区内幸町に建つ超高層建築物である。

## 立地
西側は飯野ビルディング・中日新聞東京本社、東側は日本プレスセンタービル・日比谷シティに挟まれた南北に長い敷地を持ち、北側は通りを挟んで日比谷公園に面する。この地には1993年竣工の日本長期信用銀行（長銀）本店ビルとして完成した。長銀の破綻後は事業を継承した新生銀行が本店機能を置き、名称も新生銀行本店ビルに改められた。
2008年3月に、新生銀行からモルガン・スタンレー系の特定目的会社に売却されたのち、新生銀行は2010年末に日本橋室町に移転。2012年12月、ケネディクス・東急不動産・日本政策投資銀行は、3社の共同出資による特別目的会社を通じて本ビルを510億円で取得した。
旧新生銀行本店ビルは2013年9月より解体に着手。「内幸町二丁目プロジェクト（仮称）」を2015年5月に着工。2017年3月に名称が日比谷パークフロントに決定した。
2017年5月に竣工した日比谷パークフロントは地上21階・地下4階建で、地上22階・地下5階の新生銀行本店ビルより階数は少ないものの、延床面積は67,123.88m2で、1割以上増加している。

## 建築
オフィス階は約630坪の無柱空間を確保。日比谷公園に面した北側は幅3.2mのサッシで開放感を持たせた。最上階の21階には入居企業の従業員向けのスカイラウンジ・スカイガーデンを設け、朝にはモーニングサービスの提供を行う。1階および地下1階には「日比谷グルメリウム」の名称で飲食店街が2017年6月19日にオープンした。
本建物の大きな特徴として、建物内外の植栽計画が挙げられる。隣接する日比谷公園の植物相を調査し、100種類の植栽を選定。敷地内には「日比谷セントリウム（Centi- =100と、-rium =～がある場所、からの造語）」と名付けた植栽ゾーンを開設。建物内のエントランスホールやスカイガーデンにも樹木を配した。生物多様性保全に取り組むオフィスビルとして、一般社団法人いきもの共生事業推進協議会より「ABINC認証」を取得している。LED照明や節水型トイレ、消費エネルギーの可視化等の省エネ施策がなされ、日本政策投資銀行によるDBJ Green Building認証では最高ランクの5つ星を取得している。

## 入居企業
- ソニー銀行
- ウイリス・タワーズワトソン
- NTTデータ
- 関西電力
- WeWork
- ブロードバンドタワー
- 小米技術日本株式会社
- サンゲツ[10]
- PayPay証券